# 固安県 (保定市)
固安県（こあん-けん）は中華人民共和国河北省にかつて存在した県。現在の保定市易県南東部に相当する。
前漢により設置された故安県を前身とする。当初の県治は易県南東部の貫城に設置された。南北朝時代、北魏は県治を西貫城に移転、まもなく固安県と改称した。北斉が成立すると廃止されている。